# Melampus cristatus
Melampus cristatus är en snäckart som beskrevs av Ludwig Pfeiffer 1855. Melampus cristatus ingår i släktet Melampus och familjen dvärgsnäckor. Inga underarter finns listade i Catalogue of Life.